# Egernia douglasi
Espèce
Synonymes
- Egernia striolata douglasi Glauert, 1956

Egernia douglasi est une espèce de sauriens de la famille des Scincidae.

## Répartition
Cette espèce est endémique d'Australie-Occidentale en Australie.

## Description
C'est un saurien vivipare.

## Étymologie
Cette espèce est nommée en l'honneur d'Athol M. Douglas.

## Publication originale
- Glauert, 1956 : A new skink from West Kimberley. Egernia striolata douglasi ssp. nov. The Western Australian Naturalist, vol. 5, p. 117-119.